# Rudolf
Rudolf  är ett mansnamn med forntyskt ursprung, Hruodulf bildat ur ord med betydelsen ära, beröm och varg. Namnet har använts i Sverige sedan slutet av 1300-talet. Den feminina varianten är Rudolfina.
Rudolf är ett vanligt namn bland de manliga pensionärerna i Sverige, men bland de yngsta är namnet sällsynt. Endast någon enstaka pojke i varje årskull får namnet som tilltalsnamn/förstanamn.
Den 31 december 2005 fanns det totalt 5 102 personer i Sverige med namnet, varav 793 med det som tilltalsnamn/förstanamn.
År 2003 fick 21 pojkar namnet, varav 1 fick det som tilltalsnamn/förstanamn.
Namnsdag: 27 mars, (1993-2000 27 augusti). I den finlandssvenska namnsdagslängden har Rudolf namnsdag 6 mars sedan starten 1929, då en egen namnsdagskalender togs i bruk för finlandssvenskar, tillsammans med Rolf.

## Personer vid namn Rudolf
- Rudolf I, tysk-romersk kejsare
- Rudolf II, tysk-romersk kejsare
- Rudolf av Rheinfelden, motkonung av Tysk-romerska riket
- Rudolf I av Burgund, kung av Övre Burgund
- Rudolf II av Burgund, kung av Burgund
- Rudolf Abel, sovjetisk överste och spion
- Rudolf Abelin, pomolog
- Rudolf Agricola, nederländsk humanist
- Rudolf av Österrike, ärkehertig och kronprins
- Rudolf Augstein, tysk journalist och förläggare
- Rudolf Bahro, östtysk filosof och politiker
- Rudolf Bauer, ungersk friidrottare
- Claes Petter Rudolf Billengren, skådespelare
- Rudolf Bultmann, tysk teolog
- Rudolf Jakob Camerarius, tysk botaniker och läkare
- Rudolf Carnap, tysk filosof
- Rudolf Degermark, grosshandlare, gymnast, OS-guld i lag 1908
- Rudi (eg. Rudolf) Dutschke, tysk politiker
- Rudolf Diesel, tysk ingenjör och uppfinnare
- Rudolf Eklöw ("R:et"), sportjournalist
- Rudolf Eucken, tysk filosof, nobelpristagare i litteratur 1908
- Rudolf Frederiksen, dansk filmfotograf
- Rudolf Hess, tysk nazistisk politiker
- Rudolf Höss, tysk nazistisk SS-officer
- Rudolf Kirchschläger, österrikisk politiker, förbundspresident 1974-1986
- Rudolf Kjellén, statsvetare och politiker
- Rudolf Putte Kock, fotbolls- och ishockeyspelare
- Rudolf Hermann Arndt Kohlrausch, tysk fysiker
- Rudolf Lippert, tysk ryttare
- Rudolf Meidner, löntagarfondernas fader
- Rudolf Mössbauer, tysk fysiker och nobelpristagare i fysik 1961
- Rudolf Nurejev, rysk balettdansör
- Rudolf Petersson, serietecknare
- Rudolf von Roth, tysk indolog
- Karl Rudolf Gerd von Rundstedt, tysk nazistisk fältmarskalk
- Rudolf Schadow, tysk konstnär
- Rudolf Schuster, slovakisk politiker, president 1999-2004
- Rudolf Schwarzkogler, österrikisk konstnär
- Rudolf Serkin, böhmisk-amerikansk pianist
- Rudolf Steiner, österrikisk pedagog (Waldorfpedagogiken)
- Rudolf Svedberg ("Preven"), brottare
- Rudolf Svensson, brottare, OS-guld 1928, 1932 och 1936, OS-silver 1924
- Rudolf Wall, tidningsman, grundare av Dagens Nyheter
- Rudolf Virchow, tysk läkare, patolog.
- Rudolf Värnlund, författare
- Wilma Rudolph, amerikansk friidrottare.

## Fiktiva figurer vid namn Rudolf
- Rudolf Andersson, Suneserien, Sunes pappa